# Санта-Пріска
Санта-Пріска — барочна базиліка, одна з найстаріших церков у Римі.

## Місцезнаходження
Церква знаходиться у XII районі (Ріоне) Риму — Ріпа на Авентіні та близько 250 метрів на південний захід від Circus Maximus.

## Історія церкви
За переданням церква стоїть на місці будинку де стояв раніше будинок перших християн Прісцілли та Акілли (Пріски та Акілли). Апостоли Петро та Павло були часто гостями у цьому будинку. Поряд з будинком стояв храм Діани.
Базиліка побудована в IV-V століттях на місці храму Мітри та Діани, з 499 року присвячена ранньохристиянські мучениці (I століття) — св. Прісці. Є однією з найбільш ранніх християнських церков у Римі, проте від колишньої будівлі майже нічого не збереглося.
Церква реставрувалася у 722 році, однак сьогоднішній вигляд отримала після її зруйнування норманами за командою Роберта Гвіскара у 1084 році. Церква неодноразово перебудовувалася у 1456, 1600 та у 1660 році Карло Ломбарді побудував новий бароковий фасад. У крипті церкви зберігаються реліквії святої; фрески виконані Антоніо Темпеста. У внутрішньому оздобленні церкви лише 14 античних колон нагадують про колишню споруду.

## Мітреум

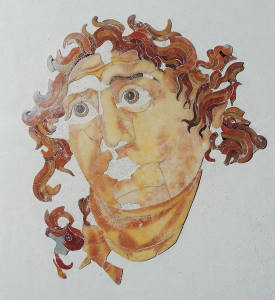
Голова Геліоса з мітреума (Національний римський музей)

Церква знаменита мітреумом (розкопаний у 1934 році) і античними римськими рештками будівель під церквою. Тут виставлені знахідки, предмети побуту, написи, скульптури. У ніші розташований рельєф Митри, що вбиває бика, перед нішею знаходиться фігура Океану.